# Adrián Diéguez
Adrián Diéguez Grande (Madrid, 4 de febrero de 1996) es un futbolista español que juega de defensa en el Radomiak Radom de la Ekstraklasa.

## Carrera profesional
Nacido en Madrid, España, se unió a la cantera del R. C. D. Carabanchel y Getafe C. F. en juveniles. El 29 de julio de 2015 firmó por la A. D. Alcorcón, para jugar en el filial de Tercera División. Hizo su debut el 30 de agosto de 2015, en un partido que terminaría 2–2 contra el C. F. Pozuelo de Alarcón. En la siguiente temporada, Diéguez hizo su debut como jugador profesional el 8 de septiembre de 2016, en un partido de la Copa del Rey frente al CF Getafe. Su debut en la Segunda División sería seis días después, en un 1–1 frente al Sevilla Atlético.
En enero de 2017 fue cedido para jugar en Segunda División B en las filas del C. F. Fuenlabrada hasta junio de 2017. El 4 de julio firmó por el Deportivo Alavés "B" un contrato de cuatro años. Debutó en Primera división el 28 de octubre de 2017, en un partido que perderían con un resultado de 1–2 frente al Valencia C. F. Jugó un total de 6 partidos en la temporada 2017-18.
A mitad de temporada temporada 2018-19 se marchó cedido a la S. D. Huesca. El 27 de julio de 2019 llegó cedido a la A. D. Alcorcón para jugar en la Segunda División durante la temporada 2019-20.
El 15 de septiembre de 2020, tras desligarse del Deportivo Alavés, firmó por cuatro temporadas con el C. F. Fuenlabrada. Después del descenso a Primera Federación en la segunda de ellas, el 27 de julio de 2022 se unió a la S. D. Ponferradina para seguir compitiendo en Segunda. En su primer año en Ponferrada vivió otro descenso de categoría y fue traspasado al Jagiellonia Białystok polaco. Con este equipo ganó la Ekstraklasa y en agosto de 2025 firmó por el Radomiak Radom hasta 2027.

## Clubes
| Club                    | País    | Periodo   | Partidos (goles) |
| ----------------------- | ------- | --------- | ---------------- |
| A. D. Alcorcón "B"      | España  | 2015-2017 |                  |
| A. D. Alcorcón          | España  | 2016-2017 | 6 (0)            |
| C. F. Fuenlabrada       | España  | 2017      | 18 (0)           |
| Deportivo Alavés "B"    | España  | 2017-2018 |                  |
| Deportivo Alavés        | España  | 2017-2020 | 13 (0)           |
| S. D. Huesca (cedido)   | España  | 2019      | 9 (0)            |
| A. D. Alcorcón (cedido) | España  | 2019-2020 | 32 (1)           |
| C. F. Fuenlabrada       | España  | 2020-2022 | 74 (3)           |
| S. D. Ponferradina      | España  | 2022-2023 | 30 (0)           |
| Jagiellonia Białystok   | Polonia | 2023-2025 | 63 (1)           |
| Radomiak Radom          | Polonia | 2025-     |                  |

## Palmarés

### Títulos nacionales
| Título               | Equipo                | País    | Año     |
| -------------------- | --------------------- | ------- | ------- |
| Ekstraklasa          | Jagiellonia Białystok | Polonia | 2023-24 |
| Supercopa de Polonia | Jagiellonia Białystok | Polonia | 2024    |